# Apovipcenes de Otmus
Apovipcenes (em latim: Apovipcenes; em grego: Απουιπχένης; romaniz.: Apouipchénes) ou Babequém de Otmus (em armênio: Բաբկեն Ոթմսեցի; romaniz.: Babken Otmsetsi; m. 515/6) foi o católico da Igreja Apostólica Armênia de 490/1 a 515/6.

## Nome
O nome armênio Babequém (Բաբկեն, Babken) tem origem iraniana e pode ter derivado do persa médio Babe / Pape (Bāb / Pāp, "pai") ou do armênio Babico (Բաբիկ, Babik), que é formado por Babe junto ao sufixo -ik (-իկ). Hrach Martirosyan afirmou que esse sufixo associa-se ao iraniano *-ika-, que era utilizado para construção de adjetivos e substantivos, bem como formava nomes de países. No armênio, em particular, era comumente empregado para formar diminutivos. Em sua forma final, perdeu o -i- e ao nome foi acoplado a partícula -ēn (-են).

## Biografia
Apovipcenes nasceu na vila de Otmus, no cantão de Vananda, na região de Carse no noroeste da Armênia. Sucedeu em 490/1 o católico João I Mandacúnio e, como seu antecessor, trabalhou em estreita colaboração com o marzobã Vaanes I. Em sua morte, em 515/6, foi sucedido por Samuel de Arzeque. É conhecido por convocar o Primeiro Concílio de Dúbio em 505/6, que reuniu em Dúbio, a sede catolicossal, armênios, ibéricos e albaneses. A razão para esta reunião era a recepção do Henótico do imperador Zenão (r. 474–475; 476–491), enquanto a Igreja Armênia e a Igreja Bizantina ainda estavam em comunhão, de modo a combater as mudanças recentes na Igreja do Oriente, nomeadamente a introdução do nestorianismo por Barsauma. O ato sinodal do conselho indica:
| “ | Os sínodos foram realizados em vários lugares, às vezes Bendosabora e às vezes em Assuristão pelos líderes desta seita sacrílega: Acácio, Barsauma, Mir-Narses (bispo de Zabe), João (bispo de Carca de Bete Seloque, metropolita de Bete Garmai), Paulo (bispo de Carca de Ledã), Mica (bispo de Lasom) e outros em comunhão com eles, que concordaram com os discursos e a impiedade de Nestório, Diodoro de Tarso e Teodoro de Mopsuéstia. | ” |

O concílio, que não é documentado diretamente por uma carta de Apovipcenes preservada no Livro das cartas da Igreja Armênia, condenou veementemente o nestorianismo. Embora esta carta não mencione uma única vez o nome "Calcedônia", alguns historiadores, principalmente armênios, com base na História da Armênia do católico João V de Drascanacerta (século X), consideram que o concílio marca o rompimento da Igreja Armênia com o calcedonismo, enquanto outros autores, principalmente ocidentais, datam este evento no Segundo Concílio de Dúbio em 555; a historiadora Nina Garsoïan argumenta que o fato remonta a 518, quando o imperador Justino I (r. 518–527) abandonou o Henótico de Zenão, diferente de Anastácio I (r. 491–518) que o seguiu.